# Conflictos laborales en Hollywood de 2023
Los conflictos laborales en Hollywood de 2023 fueron una serie de disputas laborales dentro de la industria cinematográfica y televisiva estadounidense, centrados principalmente en la huelga del Sindicato de Guionistas de Estados Unidos y la de SAG-AFTRA. Era la segunda vez que dos sindicatos de Hollywood estaban en una huelga simultánea, la primera ocurrió en 1960, lo que llevó a los medios a denominarla "doble huelga de Hollywood" en sus artículos. Para el 9 de noviembre de 2023, tanto la WGA como SAG-AFTRA habían llegado a acuerdos tentativos con la Alianza de Productores de Cine y Televisión, y pusieron fin a sus huelgas.
El medio estadounidense The New York Times ha señalado que con la unión de ambos sindicatos "es probable que los espectadores noten los efectos de las huelgas duales de manera más amplia en los próximos meses".
Ambas disputas laborales representan la mayor interrupción de las industrias cinematográficas y televisivas de Estados Unidos desde la pandemia de COVID-19 en 2020.

## Situación

### Principales preocupaciones de la industria
La principal problemática que ha encausado la disputa entre los estudios y tanto los guionistas como la rama actoral hollywoodense son los nuevos desarrollos dentro de la Inteligencia Artificial (IA), provocando temor en muchos artistas por el riesgo de perder sus trabajos, los derechos de propiedad intelectual e integridad artística, así como la falta de compensaciones por transmisión. El uso de la IA en la industria también ha generado preocupaciones en la Alianza Internacional de Empleados de Escenarios Teatrales, la cual está encabezada por la VFX Union.

## Huelgas declaradas

### Huelga del Sindicato de Guionistas de Estados Unidos
La huelga del Sindicato de Guionistas de Estados Unidos de 2023 fue una disputa laboral entre el Sindicato de Guionistas de Estados Unidos (WGA), que representa a 11 500 guionistas, y la Alianza de Productores de Cine y Televisión (AMPTP).
La huelga comenzó a las 12:01 am (PDT) del 2 de mayo de 2023 y terminó a las 12:01 am (PDT) del 27 de septiembre de 2023.
Significó la paralización más grande de la producción del cine y televisión estadounidenses desde la pandemia de COVID-19 en 2020, y la interrupción laboral más extensa que la WGA ha realizado desde la huelga de 1988.

### Huelga de SAG-AFTRA
La huelga de SAG-AFTRA de 2023 fue una huelga laboral entre el sindicato de actores/actrices SAG-AFTRA y la Alianza de Productores de Cine y Televisión (AMPTP).
La huelga comenzó a las 12:01 am (PDT) del 14 de julio de 2023, luego de que la junta nacional de SAG-AFTRA realizará una votación la cual aprobó la huelga. Es la primera vez que los actores y actrices inician una disputa laboral desde la huelga de actores de 1980. La huelga terminó a las 12:01 am (PDT) del 9 de noviembre de 2023.

## Reacciones a la huelgas
El Sindicato de Directores de Estados Unidos, el Gremio de Productores de Estados Unidos, la Asociación de Equidad de Actores, el sindicato UNITE HERE (Local 11), la Asociación de Equidad de Actores Británicos, la Hermandad Internacional de Camioneros, Hollywood Basic Crafts, la Alianza Internacional de Empleados de Escenarios Teatrales, el Gremio de Guionistas del este de Estados Unidos, la Alianza de Artistas Canadienses de Cine, Televisión y Radio (ACTRA) emitieron declaraciones en apoyo luego de que SAG-AFTRA señalará su intención de unirse al sindicato de guionistas en la huelga.
El medio estadounidense Vox afirmó que la solidaridad mostrada hacia los huelguistas de otros sindicatos de Hollywood es extraordinaria y "notable en contraste con la última huelga en 2007", mientras que Business Insider señaló que las disputas se encuadran en una reciente tendencia de movimientos laborales más intensos.
Unos días antes de que SAG-AFTRA declarara su huelga, Deadline Hollywood informó que la Alianza de Productores de Cine y Televisión busca utilizar un enfoque de "divide y vencerás" entre los diferentes sindicatos de Hollywood. El artículo señalaba que el AMPTP no negociaría con el WGA hasta octubre como mínimo, y citaba a un ejecutivo de un estudio diciendo: "El final del juego es permitir que las cosas se prolonguen hasta que los miembros del sindicato empiecen a perder sus apartamentos y sus casas". El artículo y la cita recibieron la atención y la reacción tanto de los medios de Hollywood como Entertainment Tonight, como de los medios no hollywoodienses, como Vanity Fair y New York Daily News.